# Municipio de Green Oak
El municipio de Green Oak (en inglés: Green Oak Township) es un municipio ubicado en el condado de Livingston en el estado estadounidense de Míchigan. En el año 2010 tenía una población de 17 476 habitantes y una densidad poblacional de 182,52 personas por km².

## Geografía
El municipio de Green Oak se encuentra ubicado en las coordenadas 42°28′38″N 83°43′28″O / 42.47722, -83.72444. Según la Oficina del Censo de los Estados Unidos, el municipio tiene una superficie total de 95.75 km², de la cual 88,84 km² corresponden a tierra firme y (7,22 %) 6,91 km² es agua.

## Demografía
Según el censo de 2010, había 17 476 personas residiendo en el municipio de Green Oak. La densidad de población era de 182,52 hab./km². De los 17 476 habitantes, el municipio de Green Oak estaba compuesto por el 96,64 % blancos, el 0,68 % eran afroamericanos, el 0,47 % eran amerindios, el 0,86 % eran asiáticos, el 0,29 % eran de otras razas y el 1,08 % eran de una mezcla de razas. Del total de la población el 1,92 % eran hispanos o latinos de cualquier raza.